# Fuenteguinaldo
Fuenteguinaldo è un comune spagnolo di 881 abitanti situato nella comunità autonoma di Castiglia e León.